# Kleisthenes
Ej att förväxla med Kleisthenes (född 570 f.Kr.).
Kleisthenes (grekiska Κλεισθένης), född cirka 620 f.Kr., död cirka 569 f.Kr. var från cirka 600 envåldshärskare i Sikyon och den siste tyrannen av orthagoridernas hus vilket i 100 år härskat över denna stad. I likhet med sina företrädare bekämpade Kleisthenes med kraft och framgång den doriska stammens övervikt i staden och gynnade på dorernas bekostnad landets äldre befolkning av jonisk stam, de så kallade aigialeerna, till vilka hans egen ätt hörde. Sitt inflytande sökte han stärka genom att träda i förbindelse med tempelstaten i Delfi, till vars förmån han deltog i det så kallade första heliga kriget. Inte långt därefter synes Kleisthenes ha blivit störtad av dorerna.